# Fortes (futebolista)
Agostinho Fortes Filho, mais conhecido como Fortes (Rio de Janeiro, 9 de setembro de 1901 — Rio de Janeiro, 2 de maio de 1966), foi um futebolista brasileiro que atuou como meia.

## Carreira
O meio-campista Fortes defendeu o Fluminense de 1917 a 1930, com 217 jogos e 15 gols.
Pela Seleção Brasileira, disputou a Copa América em 1919, 1920, 1922 e 1925, sendo campeão em 1919 e 1922 e vice-campeão em 1925.
Disputou também a Copa do Mundo de 1930.

## Títulos
Fluminense

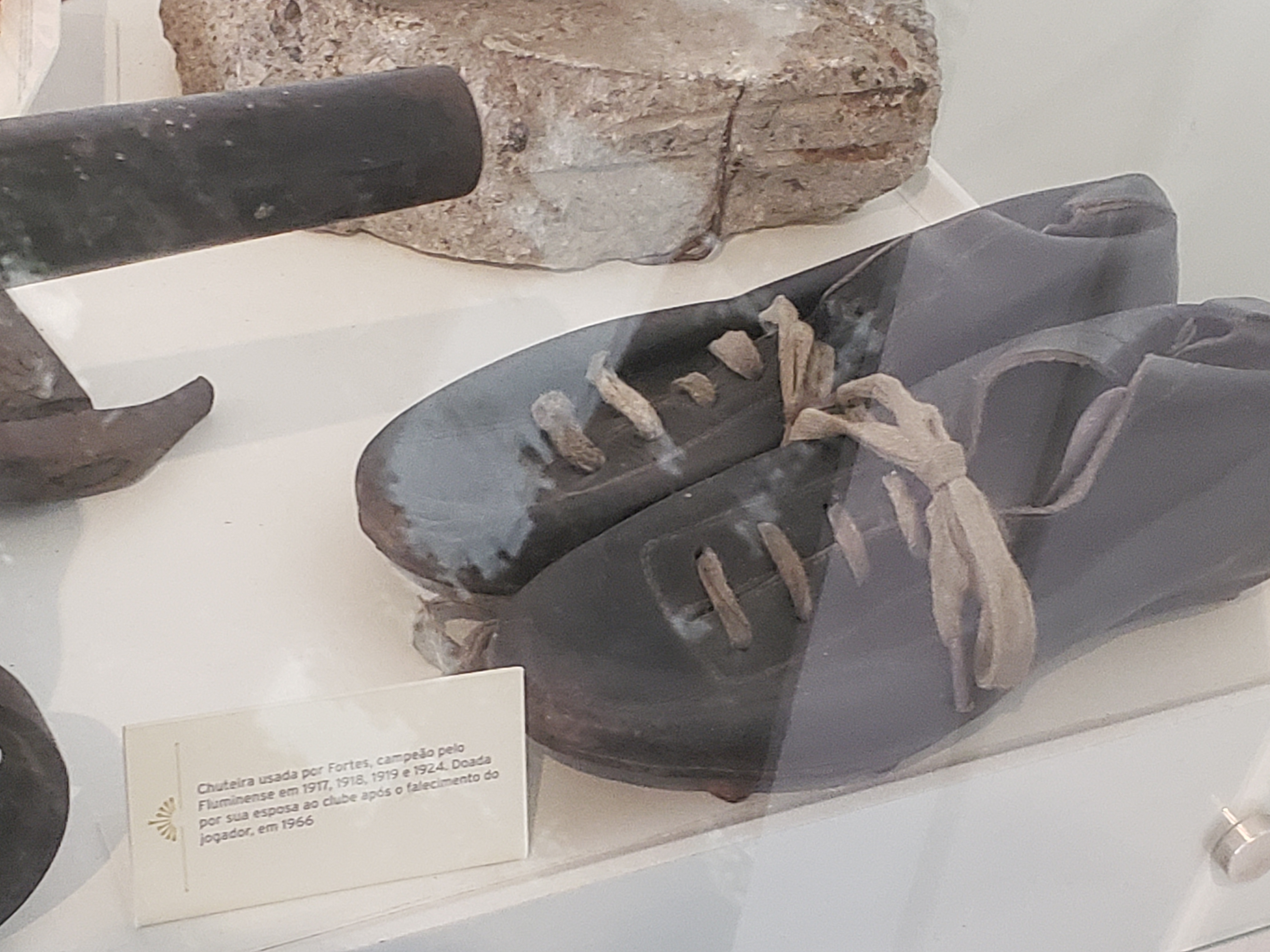
Chuteira usada por Fortes.

- Campeonato Carioca: 1917, 1918, 1919 e 1924

Seleção Brasileira
- Copa América: 1919 e 1922